# 派恩托普-莱克赛德
派恩托普-莱克赛德（英語：Pinetop-Lakeside）是美国亚利桑那州纳瓦霍县下属的一个城镇。面积约为11.37平方英里（约合29.4平方公里）。该镇成立于 1984年，由邻近的派恩托普（Pinetop）和莱克赛德（Lakeside）两镇合并而成。根据2010年美国人口普查，该市有人口4,282人，人口密度为379.1/平方英里。在建制上，该市属于“Town”。